# Clinical Reviews in Allergy & Immunology
Clinical Reviews in Allergy & Immunology (Clin. Rev. Allergy Immunol.; Клинические обзоры по аллергологии и иммунологии, ISSN: 1080-0549 (печатн.), 1559-0267 (эл.)) — американский рецензируемый медицинский журнал, публикующий научные обзоры и экспериментальные работы по аллергическим и иммунологическим заболеваниям. Каждый выпуск журнала посвящается отдельной актуальной теме. Выходит с 1983 года и на 2017 год его импакт-фактор > 5. С 1995 года входит в Index Medicus (MEDLINE). Издатель: Springer US. Шеф-редактор — М. Э. Гершвин (Калифорнийский университет, США), ассоциированные редакторы — Carlo Selmi (Миланский университет, Италия) и C. Chang (США), среди членов редколлегии — Yehuda Shoenfeld (Израиль). Согласно 2014 Journal Citation Reports, журнал занимает 3 место из 24 в категории «Аллергия», а в категории «Иммунология» — 22 из 148.